# Prokopiusz I (patriarcha Konstantynopola)
Prokopiusz I, gr. Προκόπιος (ur. 1734, zm. 1812) – ekumeniczny patriarcha Konstantynopola w latach 1785–1789.

## Życiorys
29 czerwca 1785 r. został wybrany na patriarchę Konstantynopola. Był ascetą, skromnym i pracowitym. Zajmował się sprawami gospodarczymi i administracyjnymi Patriarchatu, starając się ograniczyć wpływ zewnętrzny na sprawy kościelne. Został zmuszony do rezygnacji 30 kwietnia 1789 r. i zesłany na Górę Athos.